# مولهايم-كيرليش
مولهايم كرليش (بالألمانية: Mülheim-Kärlich) هي بلدة ألمانية تقع في ألمانيا في راينلند بالاتينات. يقدر عدد سكانها بـ 10,670 نسمة .